# Unione Sportiva Salernitana 1919 2023-2024
Questa voce raccoglie le informazioni riguardanti l'Unione Sportiva Salernitana nelle competizioni ufficiali della stagione 2023-2024.

## Stagione
Quella del 2023-2024 è la 5ª stagione per i campani in Serie A, la 3ª consecutiva nel torneo di massima serie italiano. Dopo il buon piazzamento e la salvezza dei campani avvenuta con qualche giornata d'anticipo della stagione precedente la società conferma l'allenatore Paulo Sousa. L'avvio di stagione però non rispecchia le aspettative e vede i campani nella zona retrocessione della classifica, comportando l'esonero all'ottava giornata di campionato dell'allenatore portoghese. A sostituire Sousa subentra Filippo Inzaghi. Nonostante il cambio tecnico, i risultati della squadra rimangono pressoché immutati, sino a causare perfino un cambio dirigenziale col ritorno di Walter Sabatini alla sua seconda esperienza a Salerno ma questa volta nelle vesti di direttore generale. Il direttore sportivo Morgan De Sanctis poco dopo lascia il suo incarico. Il mercato di gennaio si caratterizza per numerosi movimenti in entrata e in uscita nel tentativo di garantire la salvezza alla squadra - unico obiettivo rimasto dopo la pesante eliminazione in Coppa Italia contro la Juventus - ma il rendimento dei campani resta negativo: il tecnico Filippo Inzaghi viene sollevato dal suo incarico di allenatore della prima squadra a favore di Fabio Liverani.. Sotto la nuova guida tecnica, la Salernitana raccoglie però un solo risultato utile nelle successive cinque partite e la dirigenza opta per un nuovo esonero, sostituendo Liverani con Stefano Colantuono a nove giornate dal termine e con il club sempre all'ultimo posto in classifica di Serie A. Il 26 aprile dopo la sconfitta per 3-0 contro il Frosinone, la Salernitana retrocede aritmeticamente in Serie B con quattro giornate d'anticipo. La sconfitta subìta alla penultima giornata (1-2) garantisce al Verona la salvezza aritmetica, mentre la stagione termina con un rocambolesco pareggio in rimonta (3-3) in casa del Milan. A ulteriore disdoro e condanna di una stagione pessima, il record negativo di punti (solo 17) da quando la serie A è a 20 squadre.

## Divise e sponsor
Il fornitore tecnico per la stagione 2023-2024 è Zeus Sport, mentre gli sponsor ufficiali sono CIVITUS Transfer your risk (main sponsor), Vincitunews (second sponsor), Dianflex (sleeve sponsor) e Università telematica e-Campus (back sponsor).
| Casa | Trasferta | Terza divisa | Quarta divisa |

## Organigramma societario
Area direttiva
- Presidente: Danilo Iervolino
- Amministratore delegato: Maurizio Milan
- Segretario generale: Massimiliano Dibrogni
- Segretaria settore agonistico: Gabriella Borgia
- Direttore amministrazione, finanza e controllo: Luigi Aiudi

Area comunicazione e marketing
- Area commerciale: Claudio De Leonardis
- Area amministrazione e biglietteria: Maria Vernieri, Paola Palmieri, Pierluigi Petraglia, Rosario Manna
- Delegato alla gestione dell'evento: Domenico Di Lorenzo
- Ufficio comunicazione e partner: Gianluca Lambiase

Area sportiva
- Direttore sportivo: Morgan De Sanctis (1ª-16ª), Walter Sabatini (17ª-38ª)
- Team manager: Salvatore Avallone
- Responsabile area scouting: Antonio Larocca

Area tecnica
- Responsabile area tecnica: Giulio Migliaccio (1ª-16ª)
- Allenatore: Paulo Sousa (1ª-8ª), Filippo Inzaghi (9ª-24ª), Fabio Liverani (25ª-29ª), Stefano Colantuono (30ª-38ª)
- Vice-allenatore: Víctor Sánchez Lladò (1ª-8ª), Maurizio D'Angelo (9ª-24ª), Andrea Bovo (25ª-38ª)
- Collaboratori tecnici: Manuel Julio Cordeiro Da Silva Pereira (1ª-8ª), Nicola Corrent (9ª-24ª), Manolo Pestrin (25ª-38ª), Federico Fabellini (25ª-29ª), Franck Ribery
- Preparatori portieri: Michelangelo Rampulla (1ª-8ª), Mauro Lamberti
- Preparatori atletici: Vincenzo Laurino, Marco Celia, Daniele Tozzi, Luca Alimonta (9ª-24ª), Daniele Cominotti (9ª-24ª), Maurizio Cantarelli (25ª-29ª), Armando Fucci (30ª-38ª)
- Match analysts: Cosimo Cappagli (1ª-8ª), Sandro Antonini, Simone Baggio (9ª-24ª)
- Addetta all'arbitro: Cristina Lambiase Savage
- Magazzinieri: Gerardo Salvucci, Rosario Fiorillo, Mario Gaeta

Area sanitaria
- Responsabile sanitario: Vincenzo Rosciano
- Coordinatore area medica: Gennaro Alfano
- Medico sociale: Italo Leo
- Fisioterapisti - Osteopati: Giovanni Carmando, Giuseppe Magliano, Andrea Ciccarino
- Massofisioterapista: Davide Bisogno
- Fisioterapista: Francesco Minieri
- Nutrizionista: Andrea Cioffi
- Consulenti scientifici: Marcello Zappia, Antonio Lambiase
- Podologo: Mario Fortunato

## Rosa
Rosa e numerazione aggiornate al 9 febbraio 2024.
| N. |                       | Ruolo | Calciatore                |
| -- | --------------------- | ----- | ------------------------- |
| 1  | Italia (bandiera)     | P     | Vincenzo Fiorillo         |
| 3  | Croazia (bandiera)    | D     | Domagoj Bradarić          |
| 4  | Grecia (bandiera)     | D     | Triantafyllos Pasaridīs   |
| 5  | Austria (bandiera)    | D     | Flavius Daniliuc          |
| 5  | Germania (bandiera)   | D     | Jérôme Boateng            |
| 6  | Francia (bandiera)    | C     | Junior Sambia             |
| 7  | Argentina (bandiera)  | C     | Agustín Martegani         |
| 8  | Norvegia (bandiera)   | C     | Emil Bohinen              |
| 9  | Nigeria (bandiera)    | A     | Simy                      |
| 10 | Senegal (bandiera)    | A     | Boulaye Dia               |
| 11 | Francia (bandiera)    | C     | Iron Gomis                |
| 11 | Norvegia (bandiera)   | A     | Erik Botheim              |
| 13 | Messico (bandiera)    | P     | Guillermo Ochoa           |
| 14 | Cile (bandiera)       | A     | Diego Valencia            |
| 14 | Israele (bandiera)    | A     | Shon Weissman             |
| 17 | Argentina (bandiera)  | D     | Federico Fazio (capitano) |
| 18 | Mali (bandiera)       | C     | Lassana Coulibaly         |
| 19 | Giamaica (bandiera)   | A     | Trivante Stewart          |
| 20 | Cipro (bandiera)      | C     | Grīgorīs Kastanos         |
| 21 | Capo Verde (bandiera) | A     | Jovane Cabral             |
| 22 | Nigeria (bandiera)    | A     | Chukwubuikem Ikwuemesi    |

| N. |                       | Ruolo | Calciatore                      |
| -- | --------------------- | ----- | ------------------------------- |
| 23 | Slovacchia (bandiera) | D     | Norbert Gyömbér (vice capitano) |
| 24 | Argentina (bandiera)  | D     | Marco Pellegrino                |
| 25 | Italia (bandiera)     | C     | Giulio Maggiore                 |
| 26 | Croazia (bandiera)    | C     | Toma Bašić                      |
| 27 | Italia (bandiera)     | D     | Niccolò Pierozzi                |
| 28 | Tunisia (bandiera)    | D     | Dylan Bronn                     |
| 30 | Italia (bandiera)     | D     | Pasquale Mazzocchi              |
| 33 | Italia (bandiera)     | P     | Luigi Sepe                      |
| 33 | Francia (bandiera)    | C     | Loum Tchaouna                   |
| 39 | Italia (bandiera)     | C     | Antonio Pio Iervolino           |
| 40 | Italia (bandiera)     | D     | Emanuele Elia                   |
| 43 | Italia (bandiera)     | D     | Gerardo Fusco                   |
| 44 | Grecia (bandiera)     | D     | Kōstas Manōlas                  |
| 55 | Italia (bandiera)     | C     | Emanuel Vignato                 |
| 56 | Francia (bandiera)    | P     | Benoît Costil                   |
| 59 | Italia (bandiera)     | D     | Alessandro Zanoli               |
| 66 | Italia (bandiera)     | D     | Matteo Lovato                   |
| 78 | Senegal (bandiera)    | C     | Mamadou Coulibaly               |
| 87 | Italia (bandiera)     | C     | Antonio Candreva                |
| 98 | Italia (bandiera)     | D     | Lorenzo Pirola                  |
| 99 | Polonia (bandiera)    | C     | Mateusz Łęgowski                |

## Calciomercato

### Sessione estiva(dal 1/7 al 1/9)
| Acquisti         | Acquisti               | Acquisti         | Acquisti                            |
| R.               | Nome                   | da               | Modalità                            |
| ---------------- | ---------------------- | ---------------- | ----------------------------------- |
| P                | Benoit Costil          |                  | svincolato                          |
| D                | Lorenzo Pirola         | Inter            | riscatto, definitivo (5 milioni €)  |
| C                | Antonio Candreva       | Sampdoria        | riscatto, definitivo (500 mila €)   |
| C                | Mateusz Łęgowski       | Pogoń Stettino   | definitivo (3 milioni €)            |
| C                | Agustín Martegani      | San Lorenzo      | prestito con diritto di riscatto    |
| A                | Jovane Cabral          | Sporting Lisbona | prestito con diritto di riscatto    |
| A                | Boulaye Dia            | Villarreal       | riscatto, definitivo (12 milioni €) |
| A                | Chukwubuikem Ikwuemesi | Celje            | definitivo                          |
| A                | Trivante Stewart       | Mount Pleasant   | definitivo                          |
| A                | Loum Tchaouna          | Rennes           | definitivo (3 milioni €)            |
| Altre operazioni |                        |                  |                                     |
| R.               | Nome                   | da               | Modalità                            |
| P                | Jacopo De Matteis      | Fermana          | fine prestito                       |
| D                | Valerio Mantovani      | Ternana          | fine prestito                       |
| D                | Andrei Moțoc           | Siena            | fine prestito                       |
| C                | Reda Boultam           | Istria 1961      | fine prestito                       |
| C                | Mamadou Coulibaly      | Ternana          | fine prestito                       |
| A                | Julian Kristoffersen   | Virtus Verona    | fine prestito                       |
| A                | Simy                   | Benevento        | fine prestito                       |
| A                | Francesco Orlando      | Siena            | fine prestito                       |

| Cessioni         | Cessioni              | Cessioni        | Cessioni                         |
| R.               | Nome                  | a               | Modalità                         |
| ---------------- | --------------------- | --------------- | -------------------------------- |
| P                | Luigi Sepe            | Lazio           | prestito                         |
| A                | Federico Bonazzoli    | Verona          | prestito con obbligo di riscatto |
| Altre operazioni |                       |                 |                                  |
| R.               | Nome                  | a               | Modalità                         |
| P                | Jacopo De Matteis     | Messina         | definitivo                       |
| D                | Luka Bogdan           | Ternana         | riscatto, definitivo             |
| D                | Pawel Jaroszynski     | KS Cracovia     | riscatto, definitivo             |
| D                | Valerio Mantovani     | Ternana         | definitivo                       |
| D                | Andrei Motoc          | Legnago         | prestito                         |
| C                | Reda Boultam          | Olimpia Lubiana | definitivo                       |
| C                | Antonio Pio Iervolino | Vis Pesaro      | prestito                         |
| A                | Francesco Orlando     | Taranto         | definitivo                       |
| A                | Julian Kristoffersen  | Ancona          | definitivo (60 mila €)           |

### Sessione invernale(dal 2/1 al 1/2)
| Acquisti         | Acquisti                | Acquisti     | Acquisti                         |
| R.               | Nome                    | da           | Modalità                         |
| ---------------- | ----------------------- | ------------ | -------------------------------- |
| D                | Triantafyllos Pasaridīs | OFI Creta    | definitivo (250.000 €)           |
| D                | Marco Pellegrino        | Milan        | prestito                         |
| D                | Niccolò Pierozzi        | Fiorentina   | prestito                         |
| D                | Alessandro Zanoli       | Napoli       | prestito                         |
| C                | Toma Bašić              | Lazio        | prestito                         |
| C                | Iron Gomis              | Kasımpaşa    | prestito con diritto di riscatto |
| C                | Emanuel Vignato         | Pisa         | prestito con diritto di riscatto |
| A                | Shon Weissman           | Granada      | prestito                         |
| Altre operazioni |                         |              |                                  |
| C                | Kaleb Jimenez           | L.R. Vicenza | fine prestito anticipato         |
| A                | Mikael                  | América-MG   | fine prestito                    |
| R.               | Nome                    | da           | Modalità                         |

| Cessioni         | Cessioni           | Cessioni         | Cessioni                                                                              |
| R.               | Nome               | a                | Modalità                                                                              |
| ---------------- | ------------------ | ---------------- | ------------------------------------------------------------------------------------- |
| D                | Flavius Daniliuc   | Salisburgo       | prestito oneroso (0,3 milioni €) con obbligo di riscatto condizionato (7,5 milioni €) |
| D                | Matteo Lovato      | Torino           | prestito con diritto di riscatto                                                      |
| D                | Pasquale Mazzocchi | Napoli           | definitivo (3 milioni €)                                                              |
| C                | Emil Bohinen       | Genoa            | prestito con obbligo di riscatto condizionato (2 milioni €)                           |
| A                | Erik Botheim       | Malmö FF         | definitivo (0 €)                                                                      |
| Altre operazioni |                    |                  |                                                                                       |
| C                | Kaleb Jimenez      | Atalanta U23     | prestito                                                                              |
| A                | Jovane Cabral      | Sporting Lisbona | fine prestito anticipato                                                              |
| R.               | Nome               | a                | Modalità                                                                              |

### Operazioni successive alla sessione invernale
| Acquisti | Acquisti       | Acquisti | Acquisti   |
| R.       | Nome           | da       | Modalità   |
| -------- | -------------- | -------- | ---------- |
| D        | Jérôme Boateng |          | svincolato |
| D        | Kōstas Manōlas |          | svincolato |

| Cessioni | Cessioni         | Cessioni       | Cessioni |
| R.       | Nome             | a              | Modalità |
| -------- | ---------------- | -------------- | -------- |
| D        | Dylan Bronn      | Servette       | prestito |
| A        | Trivante Stewart | Javor Ivanjica | prestito |

## Risultati

### Serie A

#### Girone di andata
| Arbitro: | Feliciani (Teramo) |

|                  |           |                   |
| Belotti 17’, 82’ | Marcatori | 36’, 49’ Candreva |

| Arbitro: | Massa (Imperia) |

|         |           |               |
| Dia 72’ | Marcatori | 57’ Samardžić |

| Arbitro: | Massimi (Termoli) |

|                                    |           |  |
| Krstović 6’ Strefezza 90+8’ (rig.) | Marcatori |  |

| Arbitro: | Giua (Olbia) |

|  |           |                                  |
|  | Marcatori | 15’ Buongiorno 41’, 50’ Radonjić |

| Arbitro: | Piccinini (Forlì) |

|            |           |               |
| Cabral 52’ | Marcatori | 12’ Romagnoli |

| Arbitro: | Rapuano (Rimini) |

|              |           |  |
| Baldanzi 34’ | Marcatori |  |

| Arbitro: | Abisso (Palermo) |

|  |           |                                    |
|  | Marcatori | 62’, 77’, 85’ (rig.), 89’ Martínez |

| Arbitro: | Massimi (Termoli) |

|                                           |           |  |
| Colpani 9’ Vignato 18’ Pessina 82’ (rig.) | Marcatori |  |

| Arbitro: | Chiffi (Padova) |

|                       |           |                       |
| Dia 86’, 90+5’ (rig.) | Marcatori | 79’ Luvumbo 88’ Viola |

| Arbitro: | Massa (Imperia) |

|                 |           |  |
| Guðmundsson 35’ | Marcatori |  |

| Arbitro: | Rapuano (Rimini) |

|  |           |                         |
|  | Marcatori | 13’ Raspadori 82’ Elmas |

| Arbitro: | Ghersini (Genova) |

|                     |           |                      |
| Thorstvedt 36’, 52’ | Marcatori | 5’ Ikwuemesi 17’ Dia |

| Arbitro: | Prontera (Bologna) |

|                           |           |                     |
| Kastanos 55’ Candreva 66’ | Marcatori | 43’ (rig.) Immobile |

| Arbitro: | Tremolada (Monza) |

|                                              |           |  |
| Beltrán 6’ (rig.) Sottil 18’ Bonaventura 56’ | Marcatori |  |

| Arbitro: | Sozza (Seregno) |

|          |           |                 |
| Simy 75’ | Marcatori | 9’, 20’ Zirkzee |

| Arbitro: | Feliciani (Teramo) |

|                                                      |           |            |
| Muriel 47’ Pašalić 52’ De Ketelaere 83’ Mirančuk 89’ | Marcatori | 10’ Pirola |

| Arbitro: | Doveri (Roma 1) |

|                        |           |                      |
| Fazio 42’ Candreva 63’ | Marcatori | 17’ Tomori 90’ Jović |

| Arbitro: | Mariani (Aprilia) |

|  |           |              |
|  | Marcatori | 48’ Tchaouna |

| Arbitro: | Guida (Torre Annunziata) |

|              |           |                                 |
| Maggiore 39’ | Marcatori | 65’ Iling-Junior 90+1’ Vlahović |

#### Girone di ritorno
| Arbitro: | Marinelli (Tivoli) |

|                                      |           |              |
| Politano 45+4’ (rig.) Rrahmani 90+6’ | Marcatori | 29’ Candreva |

| Arbitro: | Orsato (Schio) |

|              |           |                                    |
| Martegani 2’ | Marcatori | 13’ Retegui 57’ (rig.) Guðmundsson |

| Arbitro: | Di Bello (Brindisi) |

|              |           |                                  |
| Kastanos 70’ | Marcatori | 51’ (rig.) Dybala 66’ Pellegrini |

| Torino 4 febbraio 2024, ore 12:30 CET 23ª giornata | Torino          | 0 – 0 referto | Salernitana | Stadio Olimpico Grande Torino (24 461 spett.)\| Arbitro: \| Chiffi (Padova) \| |
| Arbitro:                                           | Chiffi (Padova) |               |             |                                                                                |

| Arbitro: | Mariani (Aprilia) |

|              |           |                                                      |
| Weissman 69’ | Marcatori | 23’ (aut.) Zanoli 88’ (rig.) Niang 90+4’ Cancellieri |

| Arbitro: | Piccinini (Forlì) |

|                                                     |           |  |
| Thuram 17’ Martínez 19’ Dumfries 40’ Arnautović 90’ | Marcatori |  |

| Arbitro: | Fabbri (Ravenna) |

|  |           |                         |
|  | Marcatori | 78’ Maldini 83’ Pessina |

| Arbitro: | Manganiello (Pinerolo) |

|                 |           |              |
| H. Kamara 45+3’ | Marcatori | 10’ Tchaouna |

| Arbitro: | Fourneau (Roma 1) |

|                                              |           |                           |
| Lapadula 12’ Gaetano 40’ Shomurodov 51’, 76’ | Marcatori | 56’ Kastanos 58’ Maggiore |

| Arbitro: | Maresca (Napoli) |

|  |           |                    |
|  | Marcatori | 17’ (aut.) Gyömbér |

| Arbitro: | Feliciani (Teramo) |

|                                                 |           |  |
| Orsolini 14’ Saelemaekers 44’ Lykogiannīs 90+2’ | Marcatori |  |

| Arbitro: | Sozza (Seregno) |

|                                    |           |                           |
| Candreva 52’ (rig.) Maggiore 90+1’ | Marcatori | 37’ Laurienté 44’ Bajrami |

| Arbitro: | Zufferli (Udine) |

|                                                |           |              |
| Felipe Anderson 7’, 35’ Vecino 14’ Isaksen 87’ | Marcatori | 16’ Tchaouna |

| Arbitro: | Marchetti (Ostia Lido) |

|  |           |                        |
|  | Marcatori | 80’ Kouamé 90+5’ Ikoné |

| Arbitro: | Fourneau (Roma 1) |

|                                             |           |  |
| Soulé 10’ (rig.) Brescianini 32’ Zortea 85’ | Marcatori |  |

| Arbitro: | Feliciani (Teramo) |

|              |           |                              |
| Tchaouna 18’ | Marcatori | 57’ Scamacca 63’ Koopmeiners |

| Arbitro: | Santoro (Messina) |

|              |           |              |
| Rabiot 90+1’ | Marcatori | 27’ Pierozzi |

| Arbitro: | Di Bello (Brindisi) |

|              |           |                             |
| Maggiore 90’ | Marcatori | 22’ Suslov 45+3’ Folorunsho |

| Arbitro: | Di Marco (Ciampino) |

|                                  |           |                          |
| Leão 22’ Giroud 27’ Calabria 77’ | Marcatori | 64’, 89’ Simy 87’ Sambia |

### Coppa Italia

#### Turni eliminatori
| Arbitro: | Giua (Olbia) |

|             |           |  |
| Candreva 7’ | Marcatori |  |

| Arbitro: | Manganiello (Pinerolo) |

|                                              |           |  |
| Ikwuemesi 28’ Tchaouna 45+1’, 67’ Cabral 86’ | Marcatori |  |

#### Fase finale
| Arbitro: | Ghersini (Genova) |

|                                                                            |           |              |
| Miretti 12’ Cambiaso 35’ Rugani 54’ Bronn 75’ (aut.) Yıldız 88’ Weah 90+1’ | Marcatori | 1’ Ikwuemesi |

## Statistiche

### Statistiche di squadra
Statistiche aggiornate al 25 maggio 2024.
| Competizione | Punti | In casa | In casa | In casa | In casa | In casa | In casa | In trasferta | In trasferta | In trasferta | In trasferta | In trasferta | In trasferta | Totale | Totale | Totale | Totale | Totale | Totale | DR  |
| Competizione | Punti | G       | V       | N       | P       | Gf      | Gs      | G            | V            | N            | P            | Gf           | Gs           | G      | V      | N      | P      | Gf     | Gs     | DR  |
| ------------ | ----- | ------- | ------- | ------- | ------- | ------- | ------- | ------------ | ------------ | ------------ | ------------ | ------------ | ------------ | ------ | ------ | ------ | ------ | ------ | ------ | --- |
| Serie A      | 17    | 19      | 1       | 5       | 13      | 17      | 39      | 19           | 1            | 6            | 12           | 15           | 43           | 38     | 2      | 11     | 25     | 32     | 81     | -49 |
| Coppa Italia | -     | 2       | 2       | 0       | 0       | 5       | 0       | 1            | 0            | 0            | 1            | 1            | 6            | 3      | 2      | 0      | 1      | 6      | 6      | 0   |
| Totale       | -     | 21      | 3       | 5       | 13      | 22      | 38      | 20           | 1            | 6            | 13           | 16           | 47           | 41     | 4      | 11     | 26     | 38     | 87     | -49 |

### Andamento in campionato
| Giornata  | 1 | 2  | 3  | 4  | 5  | 6  | 7  | 8  | 9  | 10 | 11 | 12 | 13 | 14 | 15 | 16 | 17 | 18 | 19 | 20 | 21 | 22 | 23 | 24 | 25 | 26 | 27 | 28 | 29 | 30 | 31 | 32 | 33 | 34 | 35 | 36 | 37 | 38 |
| --------- | - | -- | -- | -- | -- | -- | -- | -- | -- | -- | -- | -- | -- | -- | -- | -- | -- | -- | -- | -- | -- | -- | -- | -- | -- | -- | -- | -- | -- | -- | -- | -- | -- | -- | -- | -- | -- | -- |
| Luogo     | T | C  | T  | C  | C  | T  | C  | T  | C  | T  | C  | T  | C  | T  | C  | T  | C  | T  | C  | T  | C  | C  | T  | C  | T  | C  | T  | T  | C  | T  | C  | T  | C  | T  | C  | T  | C  | T  |
| Risultato | N | N  | P  | P  | N  | P  | P  | P  | N  | P  | P  | N  | V  | P  | P  | P  | N  | V  | P  | P  | P  | P  | N  | P  | P  | P  | N  | P  | P  | P  | N  | P  | P  | P  | P  | N  | P  | N  |
| Posizione | 9 | 12 | 16 | 18 | 17 | 17 | 18 | 19 | 19 | 20 | 20 | 20 | 20 | 20 | 20 | 20 | 20 | 20 | 20 | 20 | 20 | 20 | 20 | 20 | 20 | 20 | 20 | 20 | 20 | 20 | 20 | 20 | 20 | 20 | 20 | 20 | 20 | 20 |

Fonte:  Serie A – Classifica, su legaseriea.it.
Legenda:

Luogo: C = Casa; T = Trasferta. Risultato: V = Vittoria; N = Pareggio; P = Sconfitta.

### Statistiche dei giocatori
Aggiornate al 25 maggio 2024
| Giocatore     | Serie A  | Serie A | Serie A     | Serie A    | Coppa Italia | Coppa Italia | Coppa Italia | Coppa Italia | Totale   | Totale | Totale      | Totale     |
| Giocatore     | Presenze | Reti    | Ammonizioni | Espulsioni | Presenze     | Reti         | Ammonizioni  | Espulsioni   | Presenze | Reti   | Ammonizioni | Espulsioni |
| ------------- | -------- | ------- | ----------- | ---------- | ------------ | ------------ | ------------ | ------------ | -------- | ------ | ----------- | ---------- |
| T. Bašić      | 15       | 0       | 5           | 0          | 0            | 0            | 0            | 0            | 15       | 0      | 5           | 0          |
| J. Boateng    | 7        | 0       | 0           | 0          | 0            | 0            | 0            | 0            | 7        | 0      | 0           | 0          |
| E. Bohinen    | 12       | 0       | 0           | 0          | 1            | 0            | 0            | 0            | 13       | 0      | 0           | 0          |
| C. Borrelli   | 0        | 0       | 0           | 0          | 1            | 0            | 0            | 0            | 1        | 0      | 0           | 0          |
| E. Botheim    | 7        | 0       | 1           | 0          | 3            | 0            | 0            | 0            | 10       | 0      | 1           | 0          |
| D. Bradarić   | 34       | 0       | 6           | 0          | 3            | 0            | 1            | 0            | 37       | 0      | 7           | 0          |
| D. Bronn      | 4        | 0       | 0           | 0          | 2            | 0            | 0            | 0            | 6        | 0      | 0           | 0          |
| J. Cabral     | 12       | 1       | 1           | 0          | 1            | 1            | 0            | 0            | 13       | 2      | 1           | 0          |
| A. Candreva   | 34       | 6       | 5           | 0          | 1            | 1            | 0            | 0            | 35       | 7      | 5           | 0          |
| B. Costil     | 13       | -29     | 0           | 0          | 2            | -0           | 0            | 0            | 15       | -29    | 0           | 0          |
| L. Coulibaly  | 28       | 0       | 5           | 0          | 1            | 0            | 0            | 0            | 29       | 0      | 5           | 0          |
| M. Coulibaly  | 1        | 0       | 0           | 0          | 1            | 0            | 0            | 0            | 2        | 0      | 0           | 0          |
| F. Daniliuc   | 13       | 0       | 1           | 0          | 1            | 0            | 0            | 0            | 14       | 0      | 1           | 0          |
| B. Dia        | 17       | 4       | 0           | 0          | 1            | 0            | 0            | 0            | 18       | 4      | 0           | 0          |
| F. Fazio      | 17       | 1       | 3           | 1          | 1            | 0            | 0            | 0            | 18       | 1      | 3           | 1          |
| V. Fiorillo   | 4        | -8      | 1           | 0          | 1            | -6           | 0            | 0            | 5        | -14    | 1           | 0          |
| G. Fusco      | 1        | 0       | 0           | 0          | 0            | 0            | 0            | 0            | 1        | 0      | 0           | 0          |
| I. Gomis      | 5        | 0       | 0           | 0          | 0            | 0            | 0            | 0            | 5        | 0      | 0           | 0          |
| N. Gyömbér    | 22       | 0       | 9           | 0          | 3            | 0            | 0            | 0            | 25       | 0      | 9           | 0          |
| C. Ikwuemesi  | 25       | 1       | 2           | 0          | 2            | 2            | 0            | 0            | 27       | 3      | 2           | 0          |
| G. Kastanos   | 26       | 3       | 5           | 0          | 2            | 0            | 1            | 0            | 28       | 3      | 6           | 0          |
| M. Lovato     | 13       | 0       | 1           | 0          | 2            | 0            | 0            | 0            | 15       | 0      | 1           | 0          |
| M. Łęgowski   | 29       | 0       | 3           | 0          | 2            | 0            | 0            | 0            | 31       | 0      | 3           | 0          |
| G. Maggiore   | 27       | 4       | 9           | 1          | 3            | 0            | 1            | 0            | 30       | 4      | 10          | 1          |
| K. Manolas    | 8        | 0       | 0           | 0          | 0            | 0            | 0            | 0            | 8        | 0      | 0           | 0          |
| A. Martegani  | 18       | 1       | 1           | 0          | 1            | 0            | 0            | 0            | 19       | 1      | 1           | 0          |
| P. Mazzocchi  | 18       | 0       | 3           | 0          | 1            | 0            | 0            | 0            | 19       | 0      | 3           | 0          |
| G. Ochoa      | 21       | -44     | 0           | 0          | 0            | 0            | 0            | 0            | 21       | -44    | 0           | 0          |
| T. Pasalidis  | 8        | 0       | 3           | 0          | 0            | 0            | 0            | 0            | 8        | 0      | 3           | 0          |
| M. Pellegrino | 10       | 0       | 1           | 0          | 0            | 0            | 0            | 0            | 10       | 0      | 1           | 0          |
| N. Pierozzi   | 12       | 1       | 5           | 0          | 0            | 0            | 0            | 0            | 12       | 1      | 5           | 0          |
| L. Pirola     | 27       | 1       | 4           | 0          | 2            | 0            | 0            | 0            | 29       | 1      | 4           | 0          |
| J. Sambia     | 18       | 1       | 3           | 0          | 2            | 0            | 0            | 0            | 20       | 1      | 3           | 0          |
| L. Sepe       | 0        | -0      | 0           | 0          | 0            | -0           | 0            | 0            | 0        | -0     | 0           | 0          |
| A.E. Sfait    | 3        | 0       | 0           | 0          | 2            | 0            | 0            | 0            | 5        | 0      | 0           | 0          |
| Simy          | 15       | 3       | 0           | 0          | 2            | 0            | 0            | 0            | 17       | 3      | 0           | 0          |
| T. Stewart    | 4        | 0       | 0           | 0          | 1            | 0            | 0            | 0            | 5        | 0      | 0           | 0          |
| L. Tchaouna   | 33       | 4       | 4           | 0          | 2            | 2            | 0            | 0            | 35       | 6      | 4           | 0          |
| D. Valencia   | 0        | 0       | 0           | 0          | 0            | 0            | 0            | 0            | 0        | 0      | 0           | 0          |
| E. Vignato    | 9        | 0       | 1           | 0          | 0            | 0            | 0            | 0            | 9        | 0      | 1           | 0          |
| S. Weissman   | 11       | 1       | 0           | 0          | 0            | 0            | 0            | 0            | 11       | 1      | 0           | 0          |
| A. Zanoli     | 16       | 0       | 3           | 0          | 0            | 0            | 0            | 0            | 16       | 0      | 3           | 0          |